# Tréogan
Tréogan é uma comuna francesa na região administrativa da Bretanha, no departamento Côtes-d'Armor. Estende-se por uma área de 7,26 km². Em 2010 a comuna tinha 105 habitantes (densidade: 14,5 hab./km²).